# Olivier II de Rohan
Olivier II de Rohan (né en 1271 - décédé en 1326), 9e vicomte de Rohan, fils d'Alain VI de Rohan.

## Biographie
Il épouse en 1307 Alix de Rochefort, (née en 1285 morte en 1307), fille de Thibaud de Rochefort, vicomte de Donges dont quatre enfants :
- Alain VII de Rohan, vicomte de Rohan, qui lui succède.
- Olivier (mort en 1347)
- Geoffroy de Rohan, évêque de Vannes puis de évêque de Saint-Brieuc, décédé en 1375.
- Thibaud attesté en 1336

En secondes noces, il épouse Jeanne de Léon, fille d'Hervé VI de Léon, vicomte de Léon, et de Mahaut de Poissy, Dame de Noyon-sur-Andelle, dont il aura deux enfants :
- Josselin de Rohan, évêque de Saint-Malo, décédé en 1389
- Thomasse

## Armoiries
| Blason | Blasonnement : De gueules à sept macles d'or, posées 3, 3, 1. |